# Атомное православие

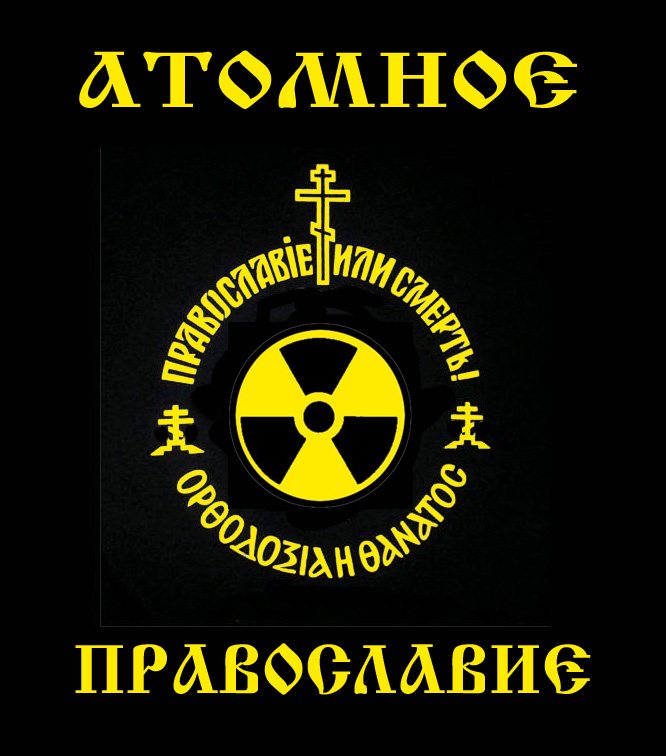
Иллюстрация к статье Егора Холмогорова Атомное Православие

Атомное православие — одна из версий русской идеи о том, что православие («традиционная конфессия») и ядерный щит являются двумя составляющими безопасности России.
Предложена Егором Холмогоровым, обосновавшим эту идею словами Владимира Путина c пресс-конференции 1 февраля 2007 года. Рассматривается как пример синтеза технического прогресса и религии в современной русской консервативной идеологии.

## Появление понятия
Термин «атомное православие» появился в 1999 году как название картины Алексея Беляева-Гинтовта (в соавторстве с Андреем Молодкиным). На картине изображена всплывающая во льдах атомная подлодка с крестообразной рубкой. Полотно вошло в цикл картин «НовоНовосибирск».
Широкую известность идея «атомного православия» получила после презентации проекта «Русская доктрина», организованной 20 августа 2007 года митрополитом Кириллом (Гундяевым) в Даниловом монастыре, где авторы доктрины предложили «скрестить православие с атомным оружием». Но термин тогда не вошёл в лексикон власти и работы по проекту были прекращены. Не получила идея и официальной поддержки со стороны Русской православной церкви (РПЦ) — заместитель председателя Синодального отдела по взаимоотношениям церкви с обществом и СМИ Вахтанг Кипшидзе разъяснил: «те взгляды, которых церковь придерживается относительно оружия, отражены в „Основах социальной концепции“, и церковь не должна ассоциироваться с разными другими доктринами, которые возникают среди экспертов и общественных деятелей».
Вопрос об освящении оружия массового поражения является дискуссионным для РПЦ. Высказываются полярные мнения: от утверждения, что церковь вообще не должна благословлять оружие, до защиты практики освящения любого вида оружия. В проекте документа «О практике освящения оружия в Русской православной церкви», подготовленного комиссией Межсоборного присутствия по церковному праву, предлагается ограничиться благословлением личного оружия военнослужащего потому, что оно связано с тем, кому преподаётся благословение, и по этой же причине не должно «освящаться» оружие массового поражения и в целом не личное оружие. В проекте документа «О благословении православных христиан на исполнение воинского долга», созданного комиссией Межсоборного присутствия по вопросам богословия и богословского образования, заявляется: «Не отражено в традиции Православной Церкви и не соответствует содержанию самого Чина благословения воинских оружий, а потому должно быть исключено из пастырской практики использование данного чинопоследования для „освящения“ любых разновидностей оружия, употребление которого может повлечь за собой гибель неопределённого количества людей, в том числе оружия неизбирательного действия и оружия массового поражения».

## Базовые позиции
Из текста лекции, прочитанной Егором Холмогоровым в городе Сарове 14 июня 2007 года сотрудникам Федерального ядерного центра:
- «Атомное православие» предполагает создание условий для «стяжания Святого Духа»[7] на территории России, в том числе «оборону от бесов» и людей, одержимых бесами. Для защиты интересов русских и православных России необходимо быть «сильной державой». Миссия России заключается в том, чтобы сохранить Святую Русь и подготовиться ко Второму Пришествию. Ядерное оружие воспринимается как гарантия против «преждевременного апокалипсиса» и как сдерживание[8] «сатанократии».
- В учении о «трёх смирительных рубашках», наложенных Богом на человека для преодоления власти дьявола, первая — это смертность и тленность (предание о грехопадении); вторая — это неподчинение нам природы (предание о Всемирном потопе); третья — раздробление человечества на народности (предание о Вавилонской башне). Важным моментом является образ чужака, непонимание — попытка самовольного преодоления этого непонимания производит насилие и войны. Изменение этого состояния осуществляется на трёх путях: благодати (смирение), закона (прогресс) и мятежа (оккультизм). Путь прогресса является нейтральным до тех пор, пока не смыкается с оккультизмом.
- Сакральную основу России заложил Сергий Радонежский, однако столкновение с Западным миром породило необходимость создания сильного самодержавного государства, начало которому положил Иван Грозный. Россия чудесным образом избежала превращения в периферию Запада. Мистическую роль в этом сыграл город Саров, который в XIX веке прославил великий подвижник Серафим Саровский, а в XX веке был построен завод по производству ядерного оружия.
- Разработка предельно совершённых военных средств защиты суверенитета РФ является духовной задачей, а священное покровительство, те средства защиты российской государственности, которые можно назвать агиополитическими (от греч. ἅγιος «агиос» + политика), не менее значимы[9][аффилированный источник?].

## Оценка концепции
Оценка доцента Института современных языков Уппсальского университета
По мнению Марии Энгстрём, доцента Института современных языков, Уппсальский университет, 1 марта 2018 года вошло в историю как начало нового этапа развития отношений России с Западом: в Послании Федеральному Собранию Владимир Путин объявил о создании Россией новейших систем ядерного вооружения, нейтрализующих военно-стратегическую гегемонию США. Эта доктрина обозначается как «консервативно-технологическая», причём консервативной является не внутренняя, а внешняя политика, направленная на усиление суверенитета РФ. Эта «космонационалистическая» модель, где культурно-технологическое благополучие, социальный порядок и открытость миру сочетаются с концепцией «осаждённой крепости» и созданием жёсткого оборонного панциря, близка к серии концепций, сформулированных радикально-консервативными футуристами:
- «Ежовая империя» — Сергей Курёхин и Александр Дугин в середине 1990-х годов создали образ такой империи, которая бы разворачивалась вовне своими ракетами, танками и линкорами, а внутренняя жизнь страны была бы абсолютно свободной и европейской, ориентированной на лучшие образцы мировой интеллектуальной мысли и искусства;
- «Русская доктрина» Виталия Аверьянова, Максима Калашникова и Андрея Кобякова, представленная в 2005 году, предлагает идеологию из сплава ортодоксии с инновационной экономикой, носителем которой должен выступить не либерально-демократический класс, а класс имперский, поддерживающий диктатуру сверхиндустриализма[10];
- «Атомное православие» — это миссия, обновлённая в 2007 году Егором Холмогоровым, для современной России как Третьего Рима — охранять мир от Четвёртого, который будет уже не Римом, а Вавилонской блудницей: «Быть „третьим“ — это призвание и неотменяемое место русских в истории… стоять на посту и всех возможных кандидатов на римский скипетр отгонять пинками, дубинкой и ядерными ракетами… любая „четвёртая“, не-русская идея была и будет воплощением зла и мучительным концом для мира»; Холмогоров указывает на необходимость «сопротивления злу насилием» и отмечает, что заповедь о смирении — это серьёзная опасность для русской нации и русской государственности[10].

Оценка профессора Школы управления, дипломатии и стратегии Междисциплинарного центра в Герцлии (Израиль)
В 2019 году вышла книга Дмитрия Адамского «Russian Nuclear Orthodoxy» — «Российское ядерное православие» — где под термином «ядерное православие» понимается и критикуется клерикализация внешней политики России, использование мессианской риторики и сращивание РПЦ и государства во втором десятилетии XXI века. РПЦ после распада СССР, по мнению Адамского, создала новое повествование (нарратив) о том, что российская армия предназначена не только для защиты земной родины, но и для спасения человечества: ядерное оружие переосмысливается не просто как оружие массового уничтожения, но как гарант мира, и описывается в терминах православных гимнов о Кресте Христовом — как «оружие мира». Другими значимыми аспектами «ядерного православия» являются «крещение советского прошлого» и альянс «красных и белых» в сохранении российского государства как защитника того важнейшего духовного и цивилизационного наследия, которое не должно исчезнуть с лица земли.
Оценка кандидата богословия, профессора Санкт-Петербургского университета
Из беседы Дмитрия Бабича, обозревателя радио «Радонеж», и кандидата богословия, профессора Санкт-Петербургского университета Владимира Василика: «с одной стороны, ядерное оружие — всего лишь оружие, а оружие Церковь порой благословляет — есть греческий чин благословения оружия, в древних византийских евхологиях есть чин благословения военного корабля, есть молебен воинам, идущим на брань. Но идея создания такого оружия, которое раз и навсегда напугает человечество и заставит его прекратить воевать — это антихристианская идея. Потому что тогда с человека снимается нравственная ответственность — надежда на такой технический прорыв, после которого не надо будет думать и принимать нравственные решения. С другой стороны, ядерное оружие многих напугало. Однако не надо сейчас, как в дни холодной войны, тратить бюджет государства на создание тысяч боеголовок, чтобы полностью уничтожить США и Европу — нужно иметь 2-3 ракеты, которые имеют если не 100 %, то большую вероятность преодолеть их антиракетный щит. Вот после этого они и не полезут, если у них не будет 100 % уверенности в безнаказанности, как показывает опыт 1949 (испытание первой советской атомной бомбы) и 1962 (карибский кризис) годов».
Оценка православного журналиста издания «Русский журнал»
Отмечается сходство идей «атомного православия» (без «атомного компонента») со взглядами Иоанна (Снычева).
Оценка доктор исторических наук, главного научного сотрудника Института этнологии и антропологии РАН
Виктор Шнирельман, доктор исторических наук, главный научный сотрудник Института этнологии и антропологии РАН: «Получается, что Россия обладает „монополией на истину“ и имеет право действовать так, как считает нужным, оправдывая свои действия своей божественной миссией… Этот дискурс получил новый импульс, когда президентом США стал Дональд Трамп. Тогда христиане-евангелики объявили Америку удерживающей мир от хаоса, и это тут же вызвало протест русских православных фундаменталистов».